# Балка Стара Донська
Балка Стара Донська, Дінська — балка (річка) в Україні у Березівському районі Одеської області. Права притока річки Тилігулу (басейн Чорного моря).

## Опис
Довжина балки 11 км, похил річки 8,0 м/км, площа басейну водозбору 75,6 км². Формується декількома струмками та загатами. На деяких ділянках балка пересихає.

## Розташування
Бере початок у селі Новоселівка. Тече переважно на південний схід через села Новоподільське, Донське та Донську Балку і впадає в річку Тилігул.

## Цікаві факти
- У селі Донська Балка балку перетинає автошлях Р55[4] (автомобільний шлях територіального значення в Одеській та Миколаївській областях. Проходить територією Березівського, Одеського, Веселинівського, Вознесенського, Єланецького та Новобузького районів через Одесу — Доброслав — Веселинове — Вознесенськ — Єланець — Новий Буг. Загальна довжина — 205,8 км).
- На балці існують газові свердловини[1].